# El encantador de perros

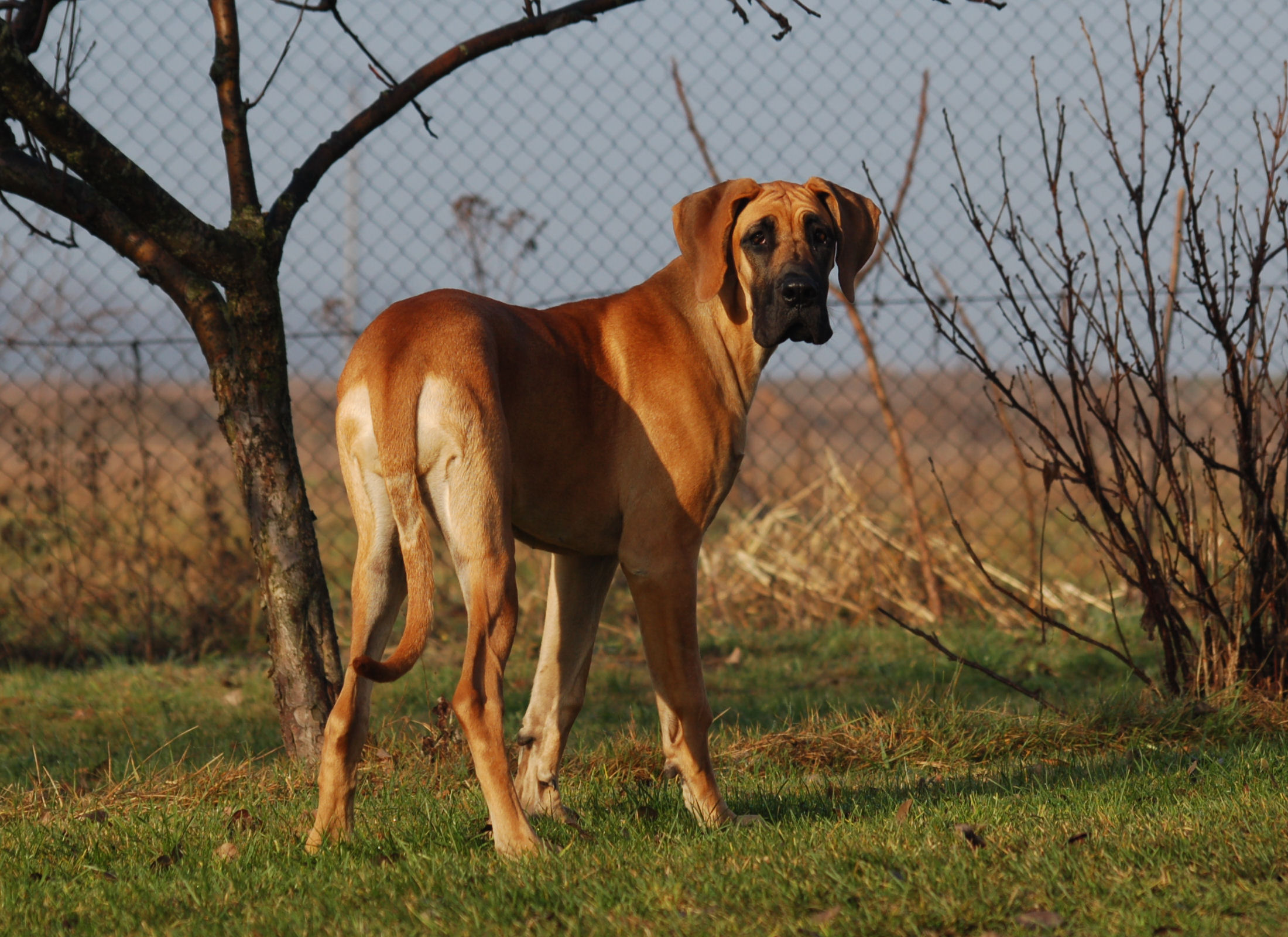
Uno de los perros adiestrados por César.

El encantador de perros, en inglés Dog Whisperer, es un programa sobre rehabilitación de mascotas que enseña a la gente cómo educar a los animales para tener una mejor relación entre amo y mascota. Fue estrenado el 13 de septiembre de 2004 y finalizo el 15 de septiembre de 2012. Fue producida por MPH Entertainment en asociación con Sheila Emery y Kay Sumner.
Este programa, producido para National Geographic Channel y presentado por el mundialmente famoso entrenador mexicano de perros César Millán, llega a más de ochenta países alrededor del mundo. En América Latina se ve en el canal Animal Planet, los martes a las 22:30 de cierto país dependiendo de su zona horaria.
El programa cuenta historias de perros agresivos, diablillos insoportables y obsesionados por ladrar a todo lo que ven, y los dueños sufren por ello. Durante la emisión de 45 minutos César Millán enseña la manera correcta de educar a los perros y a sus dueños para que estos comportamientos se acaben con el tiempo.

## Historia
En 2002, después de un perfil en Los Angeles Times, César Millán trabajó con MPH Entertainment, Inc. en un programa piloto llamado Dog Whisperer with Cesar Millan para National Geographic, de 26 capítulos de media hora. Los derechos televisivos en los Estados Unidos y Canadá son propiedad de Disney Platform Distribution (por medio de National Geographic Society), mientras que los derechos internacionales le pertenecen a MPH Entertainment Inc, quien comercializa y recopila colecciones completas del programa. En Latinoamérica es distribuido por Ledafilms.
El programa se estrenó en 2004, ganando gradualmente audiencia. Para la primera temporada, la serie no se posicionó en el prime time (horario central) y el canal hizo poco por promover el programa. Finalmente, Se convirtió en el programa número uno de National Geographic en su primera temporada. En 2009, National Geographic Channel, en acuerdo con Fox para distribuir la serie en el otoño de 2010, la llevará a aproximadamente 50 millones de hogares. El Programa "El encantador de perros" estuvo nominado en los Primetime Emmy Awards.  